# Gemeine Schornsteinwespe
Die Gemeine Schornsteinwespe (Odynerus spinipes) ist ein Hautflügler aus der Familie der Faltenwespen (Vespidae). Die Art ist in einzelnen Bundesländern (z. B. NRW, B, SH) in den Roten Listen als gefährdet eingestuft. Nach der Roten Liste Deutschland ist sie nicht gefährdet.

## Merkmale
Die schlanke Art erreicht eine Körperlänge von 10 bis 13 Millimeter. Ihr schwarzer Hinterleib trägt schmale und gerade verlaufende, gelbe Binden. Das Hinterschildchen ist schwarz. Die Männchen kann man anhand ihrer zu Spiralen eingerollten Fühlerspitzen erkennen. Die Art kann mit mehreren Arten ihrer Gattung verwechselt werden. Von der Gelben Schornsteinwespe (Odynerus reniformis) unterscheidet sie sich durch die schwächer ausgeprägte Gelbfärbung des Körpers. Zudem besitzen die Männchen der ähnlichen Art jeweils an den Hüftgliedern der mittleren Beinpaare und an den Wangen hinter den Mandibeln Dornen.

## Vorkommen
Die Gemeine Schornsteinwespe ist in Mitteleuropa weit verbreitet und fast überall häufig. Man findet sie an lehm- und lösshaltigen Steilwänden, wie etwa in Sandgruben, an den Ufern von Gewässern oder an Hohlwegen. Selten nistet sie auch auf waagerechtem, vegetationslosem Boden. Sie fliegt von Mai bis Juli.

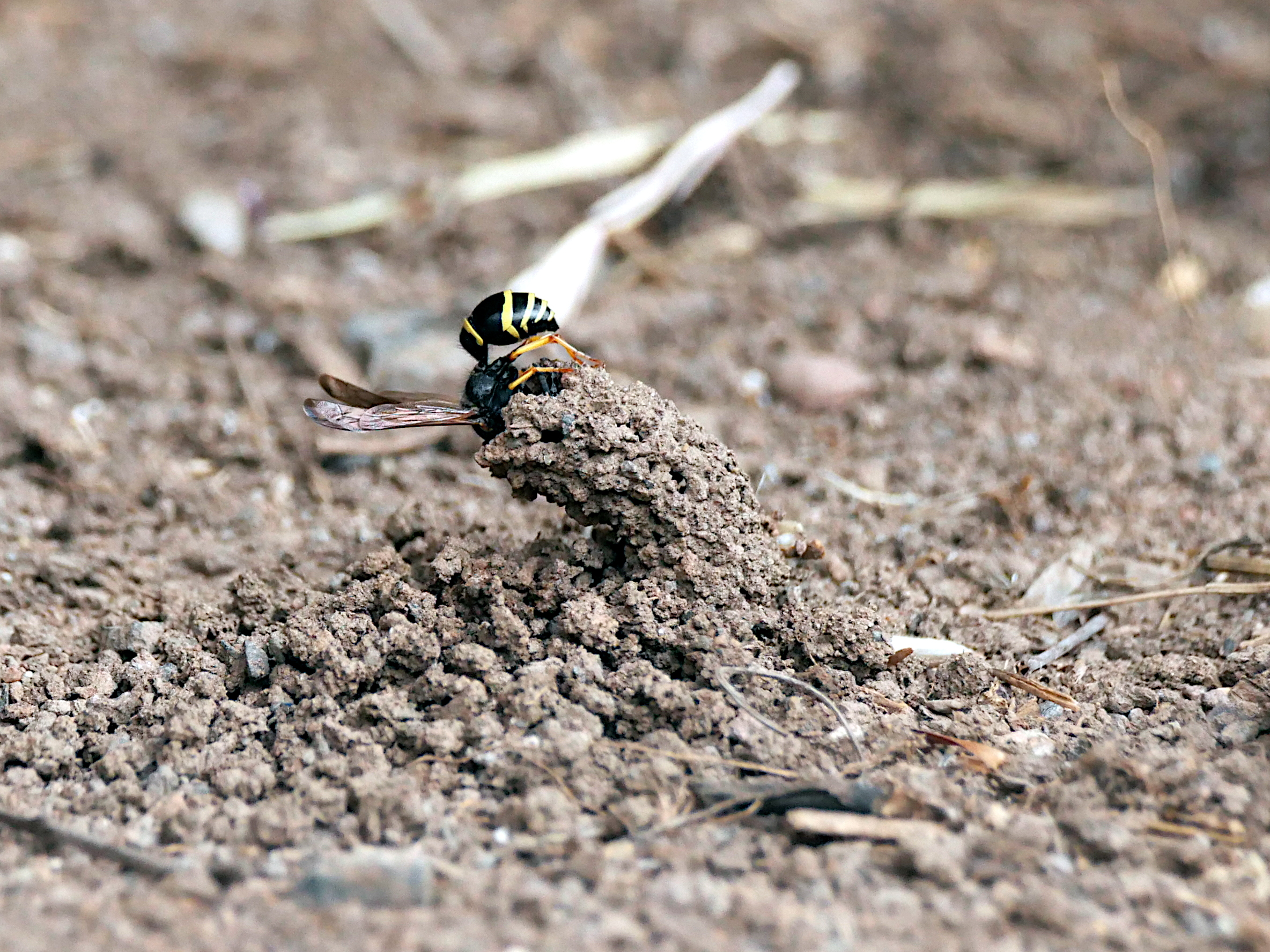
Weibchen am Eingang des Nests, hier am Boden angelegt.

## Lebensweise
Die Weibchen legen ihre Nester meist an Steilwänden an und graben dazu einen Gang schräg nach unten. Sie tragen Wasser ein, um den Aushub damit zu vermischen, damit dieser anschließend ringförmig um den Eingang befestigt werden kann. Dadurch bildet sich eine anfangs waagerechte, später gerade nach unten gekrümmte Röhre. Bei waagerecht am Boden angelegten Nester zeigt sie schräg nach oben. Die einzelnen Lehmteile werden nicht sauber aneinandergefügt, sodass die Röhre stellenweise durchbrochen scheint. Sie kann bis zu fünf Zentimeter lang werden und hat einen Durchmesser von etwa einem Zentimeter. Diese Bauweise ist innerhalb der Gattung einzigartig, sodass die Art so leicht bestimmt werden kann. Das Nest im Inneren des Erdbodens besitzt am Ende eine längliche Kammer, in der auf der Decke ein gestieltes Ei angebracht wird. In die Kammer wird anschließend die Nahrung für die Larve eingebracht. Dabei handelt es sich ausschließlich um Rüsselkäferlarven der Gattung Phytonomus, wie etwa den Großen Klee-Kokonrüssler, von denen etwa 20 gesammelt werden. Anschließend werden vom Hauptgang abzweigend weitere Kammern angelegt, in die wiederum jeweils ein Ei gelegt wird. Zum Schluss wird der Eingang des Nestes durch Material des zuvor angelegten Vorbaus wieder verschlossen.